# Aulacolius
Aulacolius is een geslacht van kevers uit de familie van de loopkevers (Carabidae). De wetenschappelijke naam van het geslacht is voor het eerst geldig gepubliceerd in 1923 door Sloane.

## Soorten
Het geslacht Aulacolius is monotypisch en omvat slechts de volgende soort:
- Aulacolius triordinatus Sloane, 1923